# Las Palomas, Amatitlán
Las Palomas är en ort i Mexiko.   Den ligger i kommunen Amatitlán och delstaten Veracruz, i den sydöstra delen av landet, 400 km öster om huvudstaden Mexico City. Las Palomas ligger 8 meter över havet och antalet invånare är 178.
Terrängen runt Las Palomas är mycket platt. Runt Las Palomas är det ganska glesbefolkat, med 34 invånare per kvadratkilometer. Närmaste större samhälle är Cosamaloapan de Carpio, 14,2 km väster om Las Palomas. Trakten runt Las Palomas består till största delen av jordbruksmark.